# Неутрализация
Неутрализацията е химична реакция, при която при взаимодействие на основа с киселина се получава сол и вода.

## Значение на „неутрализация“
В контекста на химична реакция, терминът неутрализация се използва за реакция между киселина и основа.
{\displaystyle {\ce {{\mathit {x}}H_{\mathit {y}}A{}+{\mathit {y}}B(OH)_{\mathit {x}}{}->B_{\mathit {y}}A_{\mathit {x}}{}+{\mathit {xy}}H2O}}}
Например:
HCl + NaOH → NaCl + H2O
Твърдението остава валидно, докато се разбира, че във воден разтвор, веществата, участващи в реакцията, са подложени на дисоциация, което променя йонизационното състояние на веществата. Знакът за стрелка (→) се използва, защото реакцията е завършена, тоест неутрализацията е количествена реакция. По-общо определение се базира на теория на киселините и основите на Брьонстед-Лоури.
AH + B → A + BH
Електрическите заряди са пропуснати в общи изрази като този, тъй като всяко вещество A, AH, B или BH може или не може да носи електрически заряд. Неутрализацията на сярна киселина осигурява специфичен пример. В този случай са възможни две частични неутрализационни реакции.
H2SO4 + OH− → HSO−
4 + H2O
HSO−
4 + OH− → SO2−
4 + H2O
Общо: H2SO4 + 2 OH− → SO2−
4 + 2 H2O
След като една киселина AH е неутрализирана, в разтвора не остават молекули от киселината (или водородни йони, произведени от дисоциацията на молекулата).
Когато една киселина се неутрализира, количеството добавена основа трябва да е равно на количеството киселина, налично първоначално. Това количество основа се нарича еквивалентно количество. При титруване на киселина с основа, точката на неутрализация може също да се нарече еквивалентна точка. Количественият характер на неутрализационната реакция най-удобно се изразява в термини на концентрациите на киселина и основа. При еквивалентната точка:
обем (киселина) × концентрация (H+ йони от дисоциация) = обем (основа) × концентрация (OH− йони)
Като цяло, за киселина AHn при концентрация c1, която реагира с основа B(OH)m при концентрация c2, обемите са свързани чрез уравнението:
n v1 c1 = m v2 c2
Пример за основа, която се неутрализира от киселина, е следният:
Ba(OH)2 + 2 H+ → Ba2+ + 2 H2O
Същото уравнение, свързващо концентрациите на киселина и основа, се прилага. Концепцията за неутрализация не е ограничена само до реакции в разтвор. Например, реакцията на варовик с киселина, като сярна киселина, също е неутрализационна реакция.
[Ca,Mg]CO3(s) + H2SO4(aq) → (Ca2+, Mg2+)(aq) + SO2−
4(aq) + CO2(g) + H2O
Такива реакции са важни в почвената химия.